# Réserve naturelle d'Indre Viksfjord
La Réserve naturelle d'Indre Viksfjord  est une aire protégée norvégienne qui est située dans le municipalité de Larvik, dans le comté de Vestfold.

## Description
La réserve naturelle de 0,8 km2 a été créée en 1981. Située au fond du Viksfjord, elle abrite une avifaune très riche et variée, en particulier pendant les périodes de migration au printemps et en automne. La réserve naturelle a une grande valeur en tant que zone de pâturage et de repos, en particulier pour les canards et les échassiers lors des migrations printanières et automnales. La sauvagine hivernante reste dans le fjord jusqu'à ce que la glace s'installe.

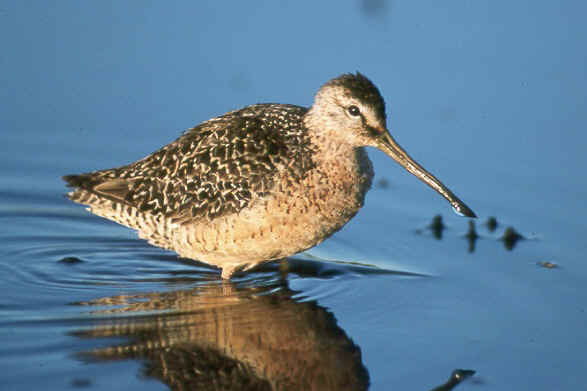
Bécassin à long bec

La région attire à la fois un grand nombre et une grande diversité d'oiseaux. Des espèces inhabituelles telles que le  bécasseau à poitrine cendrée, l'avocette élégante, l'aigrette garzette, la grande aigrette et la guifette leucoptère ont visité la région. Le bécassin à long bec, qui a visité en 2000, se reproduit normalement dans la toundra de l'est de la Sibérie et de l'Amérique du Nord, et n'a été vue que quelques fois en Norvège.
Ces dernières années, les algues vertes se sont répandues comme de grandes couvertures sur les zones marines peu profondes de l'Indre Viksfjord. Les algues vertes menacent la précieuse zostère qui pousse dans le fjord. Indre Viksfjord Vel a reçu de l'argent pour éliminer les algues vertes. Le projet est le premier du genre dans le pays et se déroule en collaboration avec l'Institut de recherche marine.
Le but de la conservation est de préserver une zone humide importante, ainsi que de protéger les oiseaux, la végétation et les autres espèces sauvages qui sont naturellement liées à la zone.

## Galerie

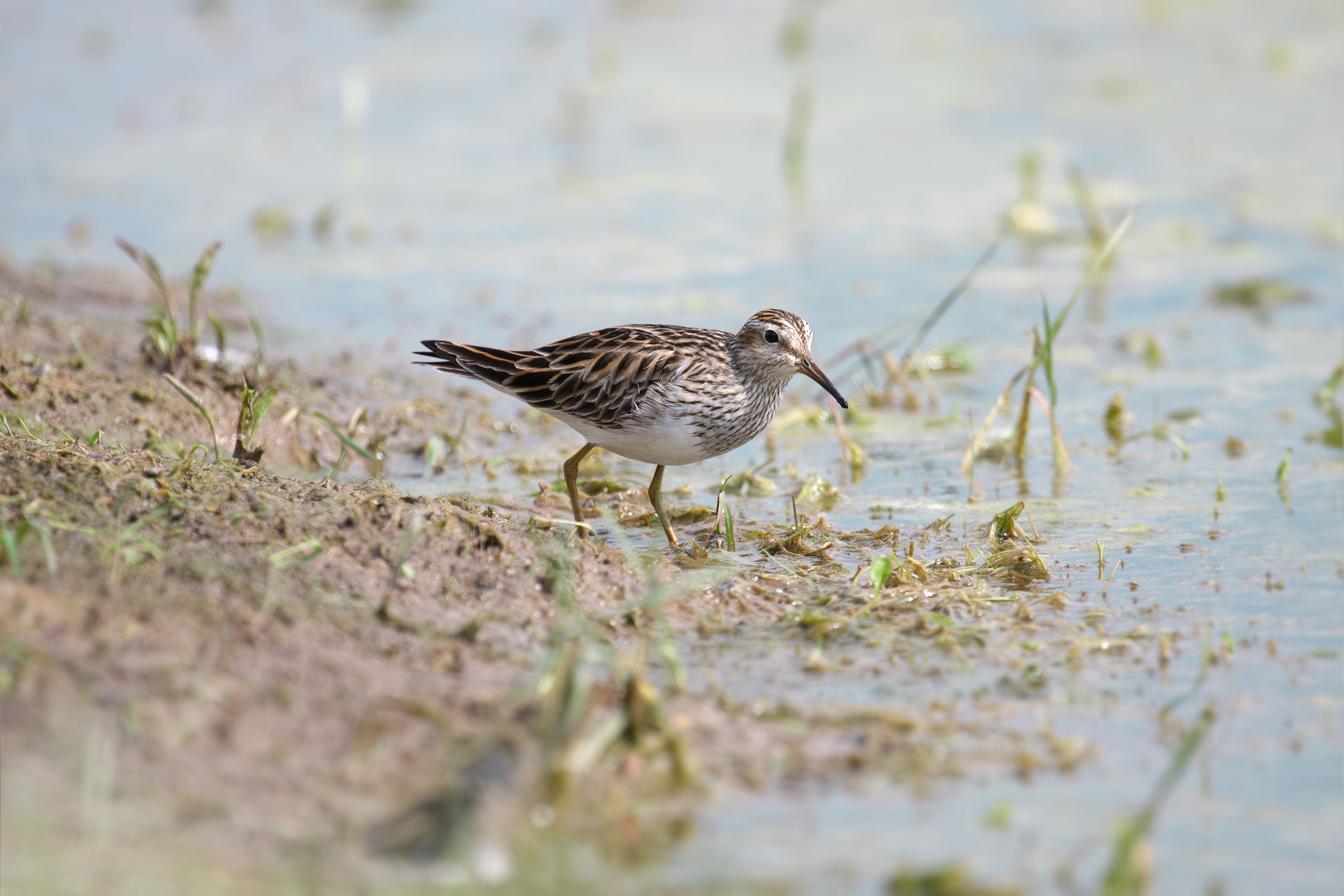
Bécasseau à poitrine cendrée
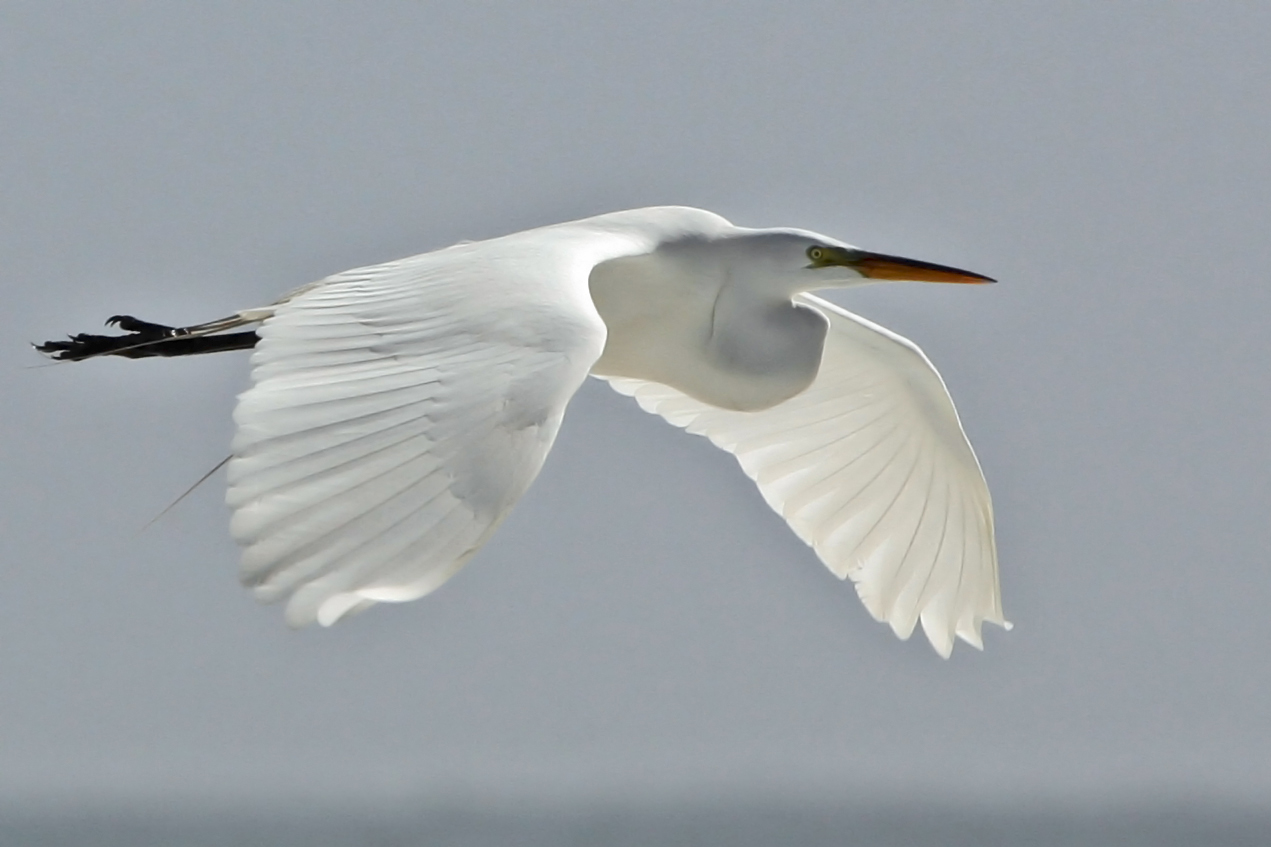
Grande aigrette
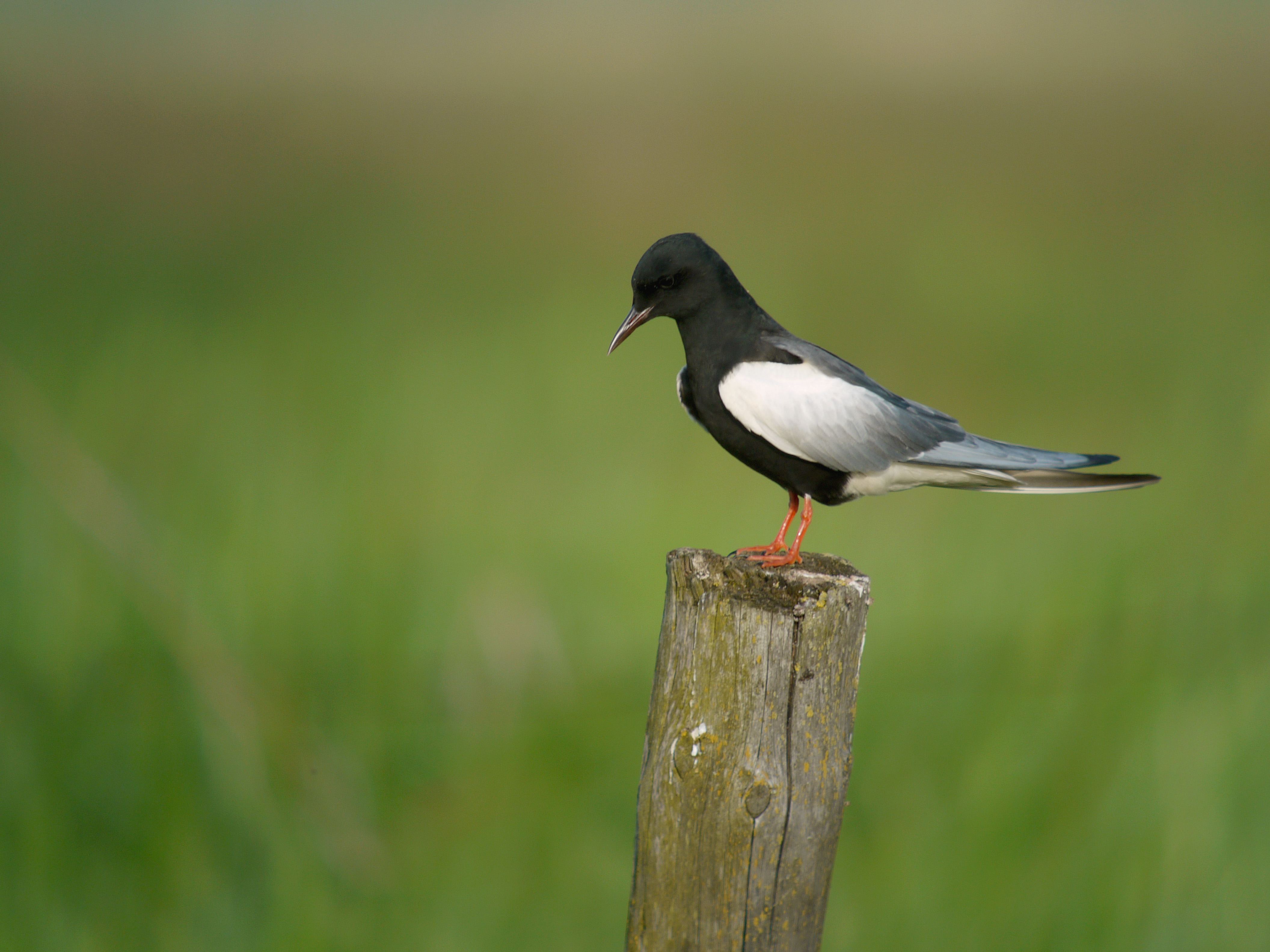
Guifette leucoptère